# Direction d'acteur

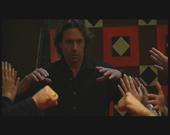
Direction d'acteurs

La direction d'acteur est l'une des nombreuses compétences que se doit de maîtriser le metteur en scène d'une pièce de théâtre ou le réalisateur d'un film. Principalement axée sur l'écoute mutuelle, la direction d'acteur repose sur une collaboration artistique entre le metteur en scène et ses acteurs ou comédiens, dans le but de créer une œuvre en commun.
On peut dire que la direction d'acteur est le fait de donner pour chaque plan, dans chaque scène, les indications nécessaires à chaque acteur pour la conduite de son personnage dans une situation donnée par le scénario et voulue par le metteur en scène.